# Ana Otašević
Ana Otašević est une joueuse monténégrine de volley-ball née le 4 mai 1987 à Nikšić. Elle mesure 1,92 m et joue au poste de centrale. 

## Clubs
| Club                       | De        | À         |
| -------------------------- | --------- | --------- |
| ŽOK Nikšić                 | 2002-2003 | 2005-2006 |
| OK Radnički NIS Petrol     | 2006-2007 | 2006-2007 |
| OK Vizura                  | 2007-2008 | 2010-2011 |
| Stade Français-Saint-Cloud | 2011-2012 | 2011-2012 |
| TSV Düdingen               | 2012-2013 | 2012-2013 |
| VC Unic Piatra Neamţ       | jan 2014  | mai 2014  |
| VK Spišská Nová Ves        | 2014-2015 | 2014-2015 |
| KS Developres Rzeszów      | 2015-2016 | 2015-2016 |
| CS Știința Bacău           | 2016-2017 | 2016-2017 |
| ŽOK Galeb Bar              | 2017-2018 | 2017-2018 |
| CSM Târgoviște             | jan 2018  | mai 2018  |
| CS Știința Bacău           | 2018-2019 | 2018-2019 |
| OK Partizan                | 2019-2020 | 2019-2020 |
| CSO Voluntari              | jan 2020  | mai 2020  |
| CS Știința Bacău           | 2020-2021 | …         |

## Palmarès
- Coupe de Slovaquie
  - Finaliste : 2015.
- Championnat de Slovaquie
  - Finaliste : 2015.
- Coupe de Roumanie
  - Finaliste : 2017.